# بگو دوستت دارم
بگو دوستت دارم (به انگلیسی: The Words I Love You) سومین قطعه از آلبوم بی تو با تو گروه آریان بود که در سال ۱۳۸۷ همراه با کریس دی برگ در ایران ضبط و اجرا شده بود

## اولین اجرای کریس دی برگ بعد از انقلاب ایران
حضور کریس دی برگ در ایران به شدت مورد توجه قرار گرفت زیرا تا بعد از انقلاب در ایران هیچ هنرمند خارجی در آن کشور برای اجرای کنسرت یا ضبط و تهیه موسیقی حضور نیافته‌بود. به‌همین خاطر کریس دی برگ بعد از سفرش یه ایران کریس دی بورکا (به انگلیسی: Chris de Burqa) لقب گرفت